# Karl August Wittfogel
Karl August Wittfogel (Woltersdorf, 1896. szeptember 6. – New York, 1988. május 25.; kínai neve pinjin hangsúlyjelekkel: Wèi Fùgǔ; magyar népszerű: Vej Fu-ku; kínaiul: 魏復古) német-amerikai drámaíró, történész és sinológus. Pályája kezdetén elkötelezett marxista volt, tagja volt a német kommunista pártnak, majd a második világháború után a kommunizmus elszánt ellenfelévé vált. Tudományos munkássága főleg a keleti despotizmus, az ázsiai termelési mód kutatására koncentrálódott.

## Főbb művei

### Német nyelvű írásai
- Vom Urkommunismus bis zur proletarischen Revolution, Eine Skizze der Entwicklung der bürgerlichen Gesellschaft, 1. Teil: Urkommunismus und Feudalismus, Verlag Junge Garde, Berlin C 2, 1922, 79 p.
- Die Wissenschaft der bürgerlichen Gesellschaft. Eine marxistische Untersuchung, Malik, Berlin, 1922
- Geschichte der bürgerlichen Gesellschaft. Von ihren Anfängen bis zur Schwelle der großen Revolution, Malik, Wien, 1924
- Das erwachende China, Ein Abriß der Geschichte und der gegenwärtigen Probleme Chinas, AGIS Verlag, Wien, 1926
- Shanghai- Kanton, Vereinigung Internationaler Verlags-Anstalten, Berlin, 1927
- Wirtschaft und Gesellschaft Chinas, Versuch der wissenschaftlichen Analyse einer großen asiatischen Agrargesellschaft, Hirschfeld, Leipzig, 1931, XXIV, 767 P. (=Schriften des Instituts für Sozialforschung der Universität Frankfurt am Main, No. 3)
- Die natürlichen Ursachen der Wirtschaftsgeschichte, in: Archiv für Sozialwissenschaft und Sozialpolitik, 67, 1932, pp. 466–492, 597-609, 711-731.
- Die Theorie der orientalischen Gesellschaft, in: Zeitschrift für Sozialforschung, Vol. 7, No. 1/2, Alcan, Paris, 1938

### Drámái
- Julius Haidvogel (= K. A. Wittfogel), Der Krüppel (The Cripple). in: Der Gegner, Vol. 2, Nr. 4, Malik, Berlin, 1920, p. 94ff..
- Rote Soldaten. Politische Tragödie in fünf Akten (Red Soldiers), Malik, Berlin, 1921
- Der Mann der eine Idee hat. Erotisches Schauspiel in vier Akten (The Man Who Has an Idea), Malik, Berlin, 1922, and 1933
- Die Mutter – Der Flüchtling. Zwei Einakter (The Mother & The Refugee, 2 one-act plays, Malik, Berlin, 1922
- Wer ist der Dümmste? Eine Frage an das Schicksal in einem Vorspiel und vier Akten. (Who is the Biggest Fool?), Malik, Berlin, 1923
  - Gustav von Wangenheim, Da liegt der Hund begraben und andere Stücke, Aus dem Repertoire der Truppe 31, Rowohlt, Reinbek b. Hamburg, 1974
- Der Wolkenkratzer. Amerikanischer Sketch (The Skyscraper), Malik, 1924

### Angol nyelvű munkái
- The Foundations and Stages of Chinese Economic History, Zeitschrift für Sozialforschung, Alcan, Paris, 4, 1935, p. 26-60.
- New Light on Chinese Society; An Investigation of China's Socio-Economic Structure, Institute of Pacific Relations, New York, 1938
- The Society of Prehistoric China, Alcan, Paris, 1939
- Meteorological Records from the Divination Inscriptions of Shang, American Geographical Society (1940)
- Public Office in the Liao Dynasty and the Chinese Examination System ..., Harvard-Yenching Institute (1947)
- With Feng Chia-sheng et al., History of Chinese Society, Liao, 907-1125, American Philosophical Society, Transactions. Distributed by the Macmillan Co., New York, 1949.
  - With Chia-shêng Fêng and Karl H. Menges, History of Chinese society: Liao (907-1125). Appendix V, Qara-Khitay 1949
- Russia and Asia : Problems of Contemporary Area Studies and International Relations, 1950
- Asia's Freedom...and the Land Question 1950
- The influence of Leninism-Stalinism on China, 1951?
- The Review of Politics : The Historical Position of Communist China: Doctrine and Reality, University of Notre Dame Press (1954)
- Mao Tse-tung, Liberator or Destroyer of the Chinese Peasants?, Free Trade Union Committee, American Federation of Labor, New York, 1955
- The Hydraulic Civilizations Chicago, 1956
- Oriental Despotism; a Comparative Study of Total Power Yale University Press, 1957
  - Class Structure and Total Power in Oriental Despotism, 1960
  - Results and Problems of the Study of Oriental Despotism 1969
- Chinese Society : An Historical Survey, 1957
- The New Men, Hong Kong, 1958?
- Food and Society in China and India, New York, 1959
- Peking's "Independence (1959)
- The Marxist View of Russian Society and Revolution, 1960
- Viewer's Guide to From Marx to Mao, University of Washington (1960)
- The Legend of Maoism, 1960?
- Class Structure and Total Power in Oriental Despotism, 1960
- A Stronger Oriental Despotism 1960
- The Russian and Chinese Revolutions : A Socio-Historical Comparison 1961
- The Marxist View of China China Quarterly, 1962
- Agrarian Problems and the Moscow-Peking Axis, 1962
- A Short History of Chinese Communism, University of Washington, 1964
- The Chinese Red Guards and the "Lin Piao Line, American-Asian Educational Exchange, Inc. (1967)
- Results and Problems of the Study of Oriental Despotism 1969
- Agriculture: a Key to the Understanding of Chinese Society, Past and Present, Australian National University Press, 1970
- Communist and Non-Communist Agrarian Systems, with Special Reference to the U.S.S.R. and Communist China, a Comparative Approach Univ. of Washington Press, Seattle, 1971
- The Hydraulic Approach to Pre-spanish Mesoamerica, Austin, 1972
- Some Remarks on Mao's Handling of Concepts and Problems of Dialectics, University of Washington. Far Eastern and Russian Institute, (évszám nélkül)

## Magyarul
- Marx közgazdaságtana; szerk. Hermann Duncker, Alfons Goldschmidt, K. A. Wittfogel, ford. Schönstein Sándor, ellenőrizte Madzsar József; Neufeld Ny., Bp., 192?–
  - Marx értékelmélete
  - Tőke és értéktöbblet
  - A munkabér és a tőke akkumulációja
  - Az értéktöbblet elosztása
- A munkásmozgalom története; szerk. Hermann Duncker, Alfons Goldschmidt, K. A. Wittfogel, ford. Lakatos Péter; Szabadon, Bp., 1927
  - 1. A nagy francia forradalom; 1927
  - 2. Az ipari forradalom Angliában és a chartizmus; Faust Imre, Bp., 193?

## Fordítás
- Ez a szócikk részben vagy egészben  a   Karl August Wittfogel című angol Wikipédia-szócikk ezen változatának fordításán alapul.  Az eredeti cikk szerkesztőit annak laptörténete sorolja fel. Ez a jelzés csupán a megfogalmazás eredetét és a szerzői jogokat jelzi, nem szolgál a cikkben szereplő információk forrásmegjelöléseként.